# Total Access Communication System
TACS (ang. Total Access Communication System) – europejska adaptacja systemu AMPS.
Zmianie uległy zakresy wykorzystywanych częstotliwości – w TACS jest to  900 MHz. Zmniejszony został także odstęp pomiędzy kanałami i wynosi on 25 kHz.
Stosowany jest w Wielkiej Brytanii, krajach europejskich i na Dalekim Wschodzie.